# Velleius Paterculus
Velleius Paterculus (v. 19 av. J.-C. – v. 31 ap. J.-C.) est un historien romain. Son prénom serait Marcus selon Priscien, un grammairien du VIe siècle, ou Publius selon une conjecture de Rhenanus, ou Caius selon le début de l'édition princeps.

## Sa carrière
Aucun auteur ancien n'a parlé de Velleius Paterculus, à part Priscien ; tout ce que nous savons sur sa vie a été rapporté par lui-même. Sa famille était d'origine campanienne et assez fortunée. Son grand-père Caius Velleius, fut praefectus fabrum (préfet des ouvriers) au service de Pompée et de Marcus Junius Brutus.
Velleius Paterculus fit ses premières armes comme tribun militaire en Thrace et en Macédoine. Il passa ensuite, toujours comme tribun, dans l'armée de Caïus Cesar (fils d'Agrippa et petit-fils d'Auguste) avec laquelle il fit campagne contre les Parthes en Arménie. En 4 ap. J.-C., il succèda à son père comme préfet d'une aile de cavalerie dans l'armée de Tibère et prit part avec lui pendant neuf ans aux guerres de Pannonie, de Dalmatie et de Germanie. Il obtient la questure tout en étant dispensé d'en exercer la fonction, magistrature qui lui permet l'inscription au Sénat et l'obtention du grade de légat commandant des renforts envoyés à Tibère. Rentré glorieusement à Rome avec Tibère, il fait partie des officiers qui l'accompagnent lors de la célébration de son triomphe en 12 ap. J.-C.. Lui et son frère Magius Céler Velleianus furent nommés préteurs à la mort d'Auguste (15 ap. J.-C.). On ne sait ce que devint Velleius Paterculus entre cette date et celle à laquelle il dédia son ouvrage à son ami Marcus Vinicius (30 ap. J.-C.).
Sa fin est sujette à conjecture. Il trace un portrait flatteur de Séjan, Dodwell a supposé donc qu'il était son ami, et comme Tacite affirme que tous les amis de Séjan ont été entraînés dans sa disgrâce, il serait mort en 31 ap. J.-C.. Toutefois, la découverte en 1874 en Algérie d'une borne milliaire amène Léon Renier à contester cette théorie. L'inscription mentionne un Caius Velleius Paterculus, légat d'Auguste de la IIIe légion. Le livre de Velleius Paterculus ne mentionne aucune affectation de sa personne en Afrique, donc pour Léon Renier, s'il s'agit du même personnage, Velleius aurait continué sa carrière militaire après la publication de son histoire. Son fils est peut-être Lucius Velleius Paterculus, un des consuls suffects de 60 ap. J.-C..

## Son œuvre
C'est vraisemblablement le désir de reconnaissance envers son ancien général, devenu empereur, qui en fit un historien. Son œuvre, l'Histoire Romaine, en deux livres, embrasse les événements principaux du monde gréco-romain depuis la prise de Troie jusqu'au consulat de Marcus Vinicius (30 ap. J.-C.) à qui il dédia son œuvre. D'où le titre, provenant de l'édition princeps, qui n'est pas représentatif, c'est plus une sorte d'Histoire universelle mais réduite.
L'œuvre est en deux livres, la séparation intervenant en -146 avec la chute de Carthage mais le premier livre est extrêmement lacunaire : le début (prooemium et présentation des héros troyens) et la description sur 580 ans sont perdus. Il insiste sur les règnes d'Auguste et particulièrement de Tibère. Il y raconte ses souvenirs de campagne. Son récit n'est pas monotone mais coupé d'anecdotes et de réflexions morales. Ses portraits d'hommes célèbres sont remarquables. Il complète par des notations de géographie politique, comme l'énumération des fondations de colonies romaines et la liste des provinces.
Il est le seul historien latin à ne pas négliger l'histoire littéraire et à faire un tableau des littératures grecque et latine. On peut cependant lui reprocher un manque d'impartialité envers Tibère. En effet, sa description de la guerre civile qui mène Octave — le futur Auguste — au pouvoir exonère ce dernier des proscriptions (liste des opposants à éliminer dont Tiberius Néron, le père de Tibère, qui put s'échapper), qu'il attribue à Lépide et Marc-Antoine. Paul Albert, qui écrivit au XIXe siècle une histoire de la littérature romaine, qualifie Velleius d'« auteur courtisan ».

## Transmission du texte
Le texte de l’Histoire romaine nous a été transmis par un seul manuscrit, le Codex Murbacensis, de l'abbaye de Murbach, en Alsace, aujourd'hui perdu. Le manuscrit fut découvert en 1515 par Beatus Rhenanus, qui en fit faire une copie par un de ses élèves, en une transcription très défectueuse, en partie conservée de nos jours. Beatus Rhenanus reprit le manuscrit et grâce à lui réalisa l’editio princeps (Bâle, 1520), contenant aussi des fautes de lecture. Un disciple de Beatus Rhenanus, J. A. Burer, collationna le texte de l'édition princeps avec le manuscrit et laissa une liste des divergences constatées.

## Œuvres

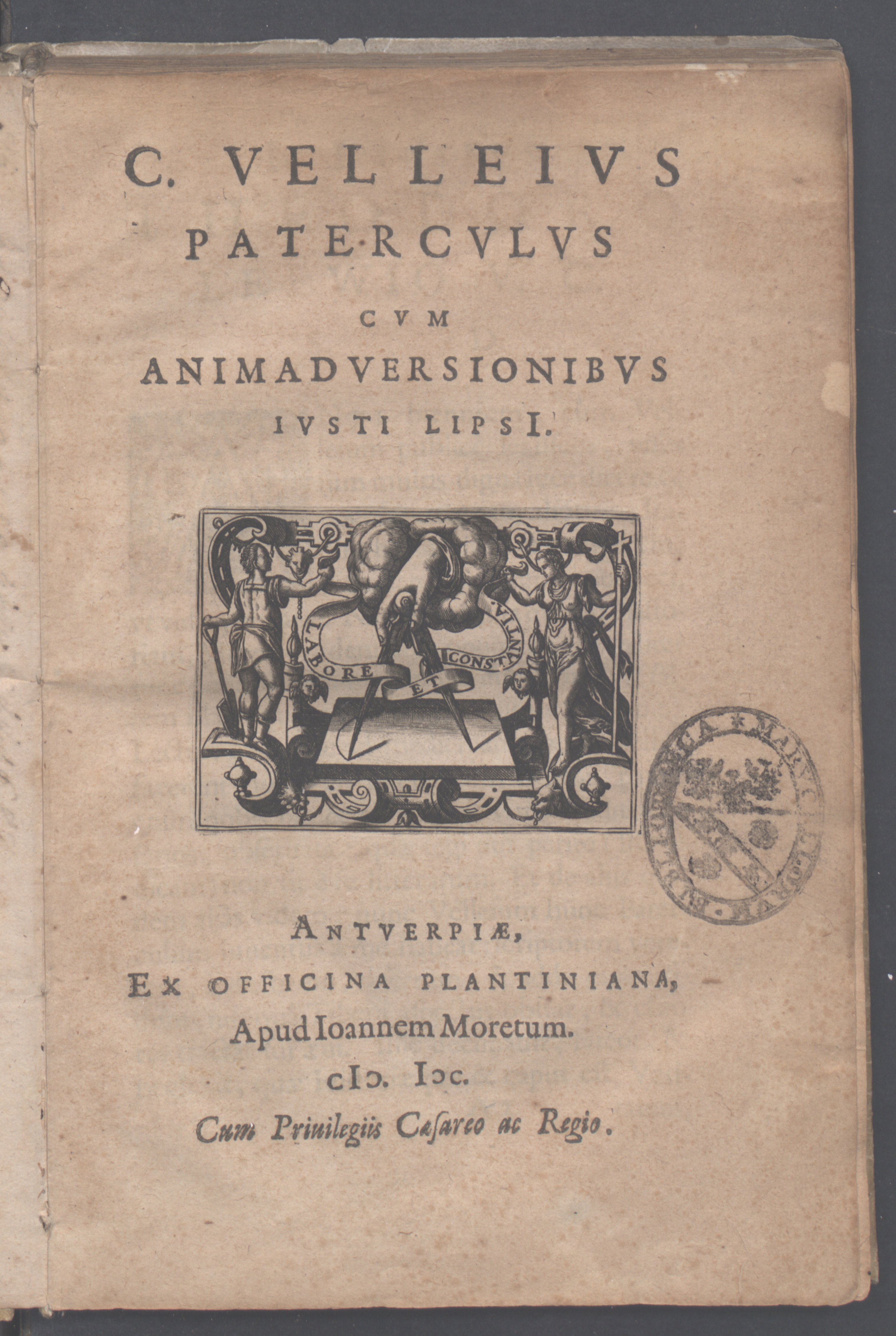
Historia romana, 1600

- Histoire de C. Velleius Paterculus traduite nouvellement en françois avec le latin à côté. Pierre Barbou, 1710.
- Historiae Romanae autores varii, Toulouse, Robert Pierre, 1714-1760 Texte en ligne
- Histoire romaine de Caïus Velleius Paterculus,..., traduction par M. Desprès, Paris, C.L.F. Panckauke, 1825.
- Livre I sur remacle.org, traduction Pierre Hainsselin et Henri Watelet
- Livre II sur remacle.org
- Velleius Paterculus (trad. Joseph Hellegouarc'h), Histoire romaine, Les Belles Lettres, coll. « Collection des Universités de France », 1982
  - Tome I  (ISBN 2-251-01298-2), CVII + 70 pages
  - Tome II  (ISBN 2-251-01316-4), 448 pages